# Licania lata
Licania lata är en tvåhjärtbladig växtart som beskrevs av James Francis Macbride. Licania lata ingår i släktet Licania och familjen Chrysobalanaceae. Inga underarter finns listade i Catalogue of Life.